# Малый Гостиный двор (Кунгур)
Малый Гостиный двор — памятник архитектуры XIX века в городе Кунгур Пермского края. В помещении памятника расположен Музей истории купечества
Здание построено в 1874 году городским главой Кунгура, известным купцом Первой гильдии М. И. Грибушиным на собственные средства. 12 ноября 1874 года были освящены каменные корпуса лавок. Первоначально здание именовалось «Грибушинский корпус». По архитектуре относится к особому типу магазинов — каменных лавок, построенных в стиле эклектики (историзма), в котором сплетаются древнерусские и восточные мотивы. Каменный корпус лавок возведен напротив Гостиного двора. Перед входами над изящными парными колоннами были устроены металлические зонты. Лавки двора сдавались в аренду. Торговали чаем, сахаром, бакалеей и другими товарами.